# 郭廣昌
郭廣昌（1967年2月16日—），浙江东阳人，中國企業家，現為复星集团董事长，第十二届全国政协委员，第十届全国工商联常委、全国青联常委、上海浙江商会名誉会长。他妻子是上海电视台《东方午新闻》主播王津元，是他在复旦大学的学妹，两人育有两女一子。2015年，郭广昌以290亿人民币身家名列胡润中国富豪榜第49位。2017年郭广昌以63億美元身家名列福布斯華人富豪榜第33位。
2023年，以胡润全球富豪榜显示 ，郭广昌身家440亿元，排名富豪榜第432位
郭广昌热心社会公益事业，现任中国光彩基金会副理事长、友成企业家扶贫基金会副理事长、YBC青年创业基金会副理事长。2010年中国上海世博会期间，郭广昌先生携手15位中国民营企业家建设运营中国民营企业联合馆，开创中国民营经济亮相百年世博会的历史，为中国经济新面貌赢得国际赞誉和广泛尊重。

## 簡歷
郭广昌祖籍浙江省东阳市，1989年毕业于复旦大学哲学系，后获复旦大学工商管理硕士学位。
1992年，郭广昌创立上海广信科技发展有限公司，较早地在中国内地推广科学化的市场调研方法。自1994年至今，郭广昌一直担任复星集团董事长。创业以来，郭广昌及其团队率复星进入保险、医药健康、房地产、钢铁、矿业、零售、服务、金融和其他投资、资产管理等领域，将复星集团打造成为中国最大的民营企业之一。从1992年借来的几万元资金起家，到现在的价值500亿元人民币的个人资产，这之间，郭广昌只用了20年。复星共在五家上市A股公司中控股，分别是：复星医药、上海钢联、豫园商城、海南矿业、南钢股份。由于复星集团在保险业等多领域的投资经验，《纽约时报》将其比作迷你版的伯克希尔·哈撒韦公司，而英国金融时报更将郭广昌先生称作中国自己的巴菲特”。

近年来，复星集团致力成为全球一流、专注中国动力的投资集团，提出了“中国动力嫁接全球资源”的商业模式。2007年，复星集团母公司复星国际（00656 HK）在香港交易所成功上市。近年来，复星集团已与凯雷集团、保德信金融集团设立股权投资基金，与国际金融公司在香港合资设立鼎睿再保险公司，并投资入股了法国地中海俱乐部集团、希腊Folli Follie集团，合作发掘中国经济持续增长带来的投资机会。
郭广昌热心社会公益事业，他也是中国光彩基金会、友成企业家扶贫基金会、YBC青年创业基金会的副理事长。复星集团多次向扶贫助学、抗震救灾等社会事业捐赠款物累计逾人民币6亿元。 
2010年中国上海世博会期间，郭广昌先生携手15位中国民营企业家建设运营中国民营企业联合馆，开创中国民营经济亮相百年世博会的历史。

## 失联
2015年12月10日，财新网报道称郭广昌已经失联。翌日（12月11日），媒体报道称郭广昌因涉及原中共上海市委常委、副市长艾宝俊案，被协助有关部门调查。12月14日，郭广昌出席了当日早上8点30分开始的“复星集团2016年年会”，并发表了主题为《复星组织的自我生长》的演讲，这是他失联之后的首次现身。但在演讲稿中未提及接受协助调查一事。

## 個人資産
- 復星國際45.84%
- 復星醫藥18.83%
- 上海鋼鐵23.02%
- ST南鋼23.04%

## 荣誉

### 外国勋章奖章
- 意大利之星军官勋章（義大利語：Ordine della Stella d'Italia）（意大利，2020年5月28日公布[8]）